# Garin Boulama
Garin Boulama ist ein Dorf im Arrondissement Zinder I der Stadt Zinder in Niger.

## Geographie
Das von einem traditionellen Ortsvorsteher (chef traditionnel) geleitete Dorf befindet sich südlich des Stadtzentrums im ländlichen Gemeindegebiet von Zinder, der Hauptstadt der gleichnamigen Region Zinder. Zu den Nachbardörfern von Garin Boulama zählen Maïto Marka im Nordwesten und Delko im Osten.
Wie im gesamten Gemeindegebiet von Zinder herrscht das Klima der Sahelzone vor, mit einer durchschnittlichen jährlichen Niederschlagsmenge zwischen 300 und 400 mm.

## Bevölkerung
Bei der Volkszählung 2012 hatte Garin Boulama 477 Einwohner, die in 72 Haushalten lebten. Bei der Volkszählung 2001 betrug die Einwohnerzahl 324 in 58 Haushalten.

## Wirtschaft und Infrastruktur
Es gibt eine Schule im Dorf.